# Nipponomyia novempunctata
Nipponomyia novempunctata là một loài ruồi trong họ Pediciidae. Chúng phân bố ở vùng Indomalaya.